# Luís Pereira
Luís Edmundo Pereira (Juazeiro, 21 de junho de 1949) é um ex-futebolista brasileiro que atuava como zagueiro central. É considerado um dos maiores zagueiros da história do futebol brasileiro e teve participação decisiva nas conquistas da chamada "Academia". Luís Pereira é o segundo zagueiro com mais jogos com a camisa do Palmeiras.

## Biografia

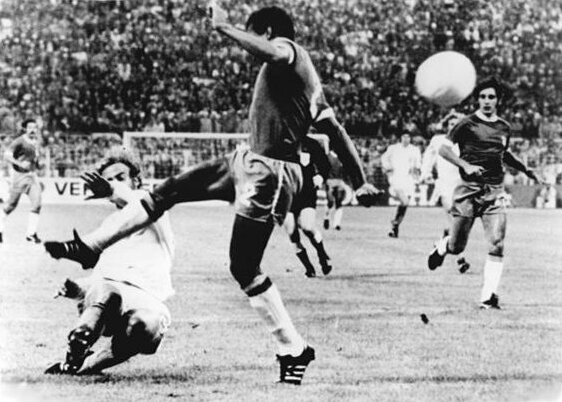
Luís Pereira, na Seleção Brasileira, em partida das semifinais da Copa do Mundo de 1974, contra a Holanda

Iniciou a carreira de jogador aos 18 anos, pelo São Bento. Antes do futebol, trabalhou como torneiro mecânico e ensacador de farinha.
Com 35 gols em 568 partidas, é o zagueiro que marcou mais gols com a camisa palmeirense.
Além de escrever seu nome na história do Palmeiras, também é ídolo do Santo André e do Atlético de Madrid, da Espanha, onde foi jogar numa época em que apenas grandes jogadores eram contratados pela Europa.
É considerado o 37º (trigésimo sétimo) melhor jogador sul-americano de futebol do século XX, pela Federação Internacional de História e Estatística do Futebol (IFFHS), entre tais, o melhor zagueiro central do Brasil.
Terminou sua carreira somente em 1997, com 47 anos.

## Na cultura popular
Na dublagem em português, o personagem Chaves cita o nome de Luís Pereira ao jogar bola com Quico, no seriado El Chavo del Ocho. Também é citado na música Camisa 10, de Luiz Américo, onde ganhou a alcunha de Pau-pereira, pela sua força, em alusão à árvore.

## Expulsões históricas
Na Copa do Mundo de 1974, foi o primeiro jogador brasileiro a ser expulso com cartão vermelho na história das Copas, na derrota do Brasil para os Países Baixos por 2 a 0 (placar já presente no momento da falta), por entrada violenta no jogador holandês Neeskens.
Em 1997, Luís Pereira participou de jogo festivo em sua homenagem no Estádio Adauto Moraes,  em Juazeiro, jogando pela Seleção Brasileira master contra o time local. Logo no início do jogo, após uma falta dura, Luís Pereira foi expulso e a torcida no estádio ficou enfurecida ao ponto do prefeito retirar o juiz do jogo, substituí-lo e recomeçar o jogo com o Luís Pereira em campo.

## Títulos
Palmeiras
- Campeonato Brasileiro: 1969, 1972, 1973
- Campeonato Paulista: 1972, 1974
- Taça dos Invictos: 1972, 1973
- Torneio Início Paulista: 1969
- Torneio Laudo Natel: 1972
- Troféu Ramón de Carranza: 1969, 1974, 1975

Atlético de Madrid
- Campeonato Espanhol: 1976-77
- Copa do Rei: 1975-76
- Copa Cidade de São Paulo: 1977
- Copa Mohamed V: 1980
- Troféu Ramón de Carranza: 1976, 1977, 1978
- Troféu Villa de Madrid: 1975, 1976, 1980

Flamengo
- Copa Intercontinental: 1981
- Copa Libertadores da América: 1981
- Campeonato Brasileiro: 1980
- Campeonato Carioca: 1981
- Taça Guanabara: 1980, 1981
- Copa Punta del Este: 1981
- Torneio Internacional de Nápoles: 1981
- Troféu Cidade de Santander: 1980
- Troféu Ramón de Carranza: 1980

São Caetano
- Campeonato Paulista - Série A3: 1991

Seleção Brasileira
- Copa Rio Branco: 1976
- Mundialito de Cáli: 1977
- Superclássico das Américas: 1976
- Taça Brasil-Inglaterra: 1981
- Taça do Atlântico: 1976
- Taça Oswaldo Cruz: 1976
- Torneio Bicentenário dos Estados Unidos: 1976

### Prêmios individuais
- Seleção de Todos os Tempos do Brasil pela IFFHS (Time B): 2021[12]